# Спаніш-Таун
Спа́ніш-Та́ун (англ. Spanish Town, досл. «іспанське місто», ям. креол Panish Tong) — найбільше місто та адміністративний центр округу Сент-Кетерин, Ямайка. Розташований в південно-східній частині Ямайки, за півтора десятки кілометрів на захід від столиці - міста Кінгстон.
У XVI–XIX століттях був іспанською і англійською столицею Ямайки. У місті розташовується безліч пам'ятників, національні архіви, а також найстаріші англіканські церкви за межами Англії.

## Історія
Іспанське поселення Вілья-де-ла-Вега було засновано губернатором Франсиско де Гараєм у 1534 році в якості нової столиці колонії. Пізніше місто також стали називати Сантьяго-де-ла-Вега. Це було перше європейське поселення на півдні острова. Пізніше в 1655 році, коли англійці завоювали Ямайку, вони перейменували поселення в Спаніш-Таун. Оскільки місто сильно постраждало під час завоювання, частина адміністративних функцій була передана місту Порт-Рояль, який і став першою неофіційною столицею англійської Ямайки. У 1692 році в результаті землетрусу Порт-Рояль поніс сильні руйнування, велика частина міста виявилася затоплена морем, і, до того часу повністю відбудований, Спаніш-Таун знову став столицею. Місто залишалося столицею до 1872 року, коли вона була перенесена в Кінгстон.
У 1720 році відомий пірат Каліко Джек разом зі своєю командою був страчений через повішення в Спаніш-Тауні за підсумками судового процесу, проведеного губернатором сером Ніколасом Лоуесом.

## У література
- У романі Шарлотти Бронте «Джейн Ейр» Берта Рочестер, божевільна дружина Едварда Рочестера, родом з Спаніш-Тауна.